# I Cavalieri dello zodiaco - La leggenda dei guerrieri scarlatti
I Cavalieri dello Zodiaco - La leggenda dei guerrieri scarlatti (聖闘士星矢 真紅の少年伝説?, Saint Seiya: Shinku no shônen densetsu) è un film d'animazione anime del 1988 diretto da Shigeyasu Yamauchi.
Terza pellicola di animazione dedicata ai personaggi della serie anime I Cavalieri dello zodiaco, prodotta in occasione del 20° della rivista settimanale Weekly Shōnen Jump, è stata proiettata per la prima volta in Giappone il 23 luglio 1988, mentre in Italia è stata trasmessa su Italia 1 nei primi anni 2000. É il più lungo dei primi quattro film ispirati al franchising, il primo in cui sono presenti dei Cavalieri d'Oro e ultimo ad essere distribuito dalla Granata Press prima del suo fallimento.
Pubblicato per la prima volta in VHS nei primi anni '90, il lungometraggio è anche noto con il titolo Saint Seiya - Seiya il sacro guerriero - La leggenda del ragazzo del Sole a seguito di un ridoppiaggio effettuato da Dynamic Italia fra il 1999 e il 2000 con nomi e dialoghi più fedeli all'edizione originale. Entrambe le tracce sono disponibili nell'edizione in DVD edita da Yamato Video.

## Trama
Il dio Febo Apollo torna sulla Terra per distruggere l'umanità, che non riesce a vivere in pace ed è governata dal male. Il dio incontra la sorella Atena, che si era già reincarnata in Lady Isabel. Atena ama la Terra e non ne vuole la distruzione, finge così inizialmente di assecondare i piani del fratello e abbandona i Cavalieri dello Zodiaco, per non metterli in pericolo nel tentativo di fermare Apollo personalmente, fallisce però nel suo intento e viene uccisa. Mentre il suo spirito si avvia per i Campi Elisi, Apollo le tiene compagnia ordinando ai suoi fedeli di stare in guardia. Oltre a 3 cavalieri di Apollo, ci sono anche i 5 Cavalieri d'Oro uccisi durante la battaglia alle Dodici Case e resuscitati dal dio: Gemini, Cancer, Capricorn, Acquarius e Fish: Acquarius e Capricorn sono ancora fedeli ad Atena ed affrontano due seguaci di Apollo ma vengono uccisi, gli altri tre giurano obbedienza ad Apollo.
Nel tentativo di salvare la loro dea, i Cavalieri di Bronzo Pegasus, Sirio, Cristal e Andromeda si recano in Grecia, nel tempio di Apollo, e ingaggiano una battaglia contro i Cavalieri della Corona, i seguaci del dio del Sole. Pegasus incontra Atlas, Cavaliere della Carena, che si dimostra molto potente e sconfigge il Cavaliere di Atena. Sirio è costretto a riaffrontare Cancer. Con gli Strati di Spirito Cancer spedisce l'avversario nell'Ade, dove il Cavaliere del Dragone scopre che Atena non è ancora morta e può essere salvata: sconfitto il Cavaliere del Cancro, Dragone viene però battuto da un altro Cavaliere della Corona, Berenice. Andromeda si scontra di nuovo con Fish, che in un primo momento sembra avere la meglio sull'avversario che in passato lo aveva vinto. Il Cavaliere di Andromeda viene però salvato dall'intervento di Phoenix, il quale sconfigge il Cavaliere dei Pesci, ma a questo punto Jaoh (il terzo Cavaliere della Corona) attacca e sconfigge a sua volta il Cavaliere della Fenice. Nel frattempo Cristal si scontra con Berenice, che riesce a battere solo al termine di una lunga e difficile lotta, restando ferito.
Quando Pegasus si riprende dal combattimento con Atlas, il giovare eroe incontra Gemini. Il Cavaliere dei Gemelli mette alla prova il Cavaliere di Pegasus, combattendolo gli spiega che deve risvegliare il settimo senso se vuole avere la meglio contro il dio del Sole. Prima di morire, il Cavaliere d'Oro libera la strada a Pegasus eliminando Jaoh della Lince. Anche se malconci, tutti i Cavalieri di Bronzo si presentano al tempio di Apollo, ma vengono uno ad uno sconfitti da Atlas. Quando ogni speranza sembra ormai perduta, in aiuto dei Cavalieri di Atena giungono tre armature d'oro: quella del Sagittario, che si dispone su Pegasus; quella dell'Acquario, che si dispone su Cristal; quella della Bilancia, che si dispone su Sirio. Rinvigoriti, i tre Cavalieri prima sconfiggono Atlas e poi attaccano Apollo, che però, essendo un dio molto potente, riesce ad atterrare tutti e tre i Cavalieri di Atena. Nel momento più difficile, Pegasus riesce a interrompere il legame tra Apollo e Atena, che viene così salvata e torna in vita. Il Cavaliere di Pegasus scaglia poi la Freccia d'Oro contro il dio del Sole, che viene ucciso.

## Personaggi

### Nuovi personaggi
Come i due film precedenti anche questo lungometraggio introduce dei nuovi nemici esclusivi per la pellicola: il dio del Sole Febo ed i suoi Cavalieri della Corona (コロナの聖闘士?, Corona no Saint, chiamati nel secondo doppiaggio Sacri guerrieri di Febo): un gruppo di tre guerrieri che indossano delle Armature create e donate direttamente dalla loro divinità. 
Febo Apollo (太陽神フォェボス・アベル?, Taiyōshin Foebus Aberu, Abel Febo nel secondo doppiaggio)
Dio solare fratello di Atena, sigillato secoli prima dal padre Zeus per la sua brama di potere. Risorto nel presente, cerca di purificare la Terra per poi dominarla e di portare la sorella Atena dalla sua parte. Quando Isabel gli si rivolta contro, lui decide di inviarne l'anima nei Campi Elisi, facendo sparire il Cosmo della fanciulla e motivando i Cavalieri di Bronzo a salvare la loro dea. Viene poi eliminato da Pegasus nel finale con la freccia del Sagittario. 
Atlas della Carena (竜骨星座のアトラス?, Carina no Atlas, Atlas di Carina nel secondo doppiaggio)
È il guerriero più forte dei Cavalieri della Corona. Sconfigge senza problemi Phoenix e Pegasus al loro primo incontro e riesce a tenere testa ad un attacco combinato dei cinque Cavalieri di Bronzo quando questi giungono al Tempio della Corona per salvare Isabel. Viene battuto dagli sforzi congiunti di Pegasus, Sirio e Cristal dopo aver acquisito le Armature d'Oro delle costellazioni di Sagittario, Bilancia e Acquario. Il suo colpo caratteristico è il "Fuoco della Corona" (Burning Corona). 
Berenice della Chioma di Berenice (りゅうこつ座のベレニケ?, Koma no Berenike, Berenike di Coma nel secondo doppiaggio)
È il Cavaliere che assieme al suo compagno Atlas riesce ad uccidere facilmente Aquarius e Capricorn quando questi si ribellano ad Apollo. Successivamente viene visto colpire Sirio di spalle dopo che questi riesce a battere Cancer. Al Tempio della Corona riesce facilmente ad atterrare Cristal, prima che il Cavaliere di Bronzo riesca a superare il settimo senso grazie ai sentimenti per sua madre, riuscendo così a battere Berenice. Il suo attacco segreto è il Golden Death Hair. 
Jaoh della Lince (やまねこ座のジャオウ?, Lynx no Jaoh, Jaoh di Lynx nel secondo doppiaggio)
È il Cavaliere che riesce ad uccidere facilmente Capricorn ed Acquarius insieme a Berenice. Successivamente affronta Saga dopo che questi ha spronato Pegasus a reagire ed a capire i veri sentimenti di Isabel per i suoi Cavalieri. Muore poi insieme a Gemini. Il suo attacco principale è l' "Artiglio Luminoso" (Shining Hell Claw).

## Colonna sonora
La colonna sonora del film è stata curata da Seiji Yokohama ed uscita in CD e musicassetta il 1º luglio 1988 con il titolo Saint Seiya Original Soundtrack V ~ Shinku no shōnen densetsu, distribuita dalla Nippon Columbia. 
Come sigla d'apertura la pellicola presenta la storica canzone Pegasus Fantasy dei Make-Up, mentre come canzone di chiusura 
You are my reason to be, cantata da Hiromi Perez e Oren Waters.

## Produzione
Il film è stato prodotto per celebrare il ventennale della rivista Weekly Shonen Jump su cui il fumetto originale veniva pubblicato a puntate. A differenza dei due lungometraggi precedenti, l'autore del manga originale (Masami Kurumada) non collaborò al character design dei nuovi personaggi. Le prime immagini promozionali furono pubblicate sul numero 31 di Shonen Jump dell'11 luglio 1988 (durante il periodo di trasmissione in Giappone della serie di Asgard) e vedono i Cavalieri della Corona indossare armature color arancione.

## Distribuzione
Il film è uscito per la prima volta in Giappone il 23 luglio 1988, a quasi un anno dall'uscita del primo lungometraggio, lo stesso giorno dell'episodio 87 che vede l'inizio del combattimento fra Pegasus e il Cavaliere di Asgard Megres.

### Edizione italiana
Come tutti i primi quattro film del franchise, La leggenda dei guerrieri scarlatti è stato distribuito sia in adattamento coerente con quello utilizzato nella serie TV (con i dialoghi curati da Irene Cantoni e Stefano Cerioni, contenenti diverse citazioni ed un registro più epico dell'originale in alcuni punti), sia con uno più fedele all'originale. 
La prima versione è stata poi trasmessa da Italia 1 nei primi anni 2000, assieme alla serie TV.
Tuttavia il film fu inizialmente pubblicato nel 1993 in una VHS pirata dalla Edizioni Eden, con un doppiaggio realizzato a Milano senza avere a disposizione la colonna internazionale (musica ed effetti sonori presenti durante i dialoghi furono quindi sostituiti). Pur vedendo il ritorno di Marco Balzarotti nel ruolo di Shiryu e il ripristino dei nomi originali di alcuni personaggi, questa edizione presenta dei dialoghi con numerosi errori e incongruenze.
Il primo doppiaggio ufficiale (effettuato presso lo Studio P.V. di Milano sotto la direzione di Ivo De Palma nel 1994) vede il ritorno dei doppiatori storici per i cinque protagonisti, Lady Isabel, Fiore di Luna e alcuni Cavalieri d'Oro (Gemini, Capricorn, Fish e il Maestro dei Cinque Picchi presentano voci diverse). A differenza dei precedenti il doppiaggio non presenta grandi cambiamenti di nome per i nuovi personaggi, tranne Abel che viene identificato con il dio Apollo (di cui riprende l'appellativo Febo): in realtà si tratta di un nume creato appositamente per il film. In un dialogo fra Sirio ed il suo maestro in cui quest'ultimo spiega le origini del nuovo nemico, viene detto che Zeus unì le sue forze a quelle di "Avalon" (nome derivante dal mito arturiano e che solitamente designa l'isola dove fu portato Artù in punto di morte).
La seconda edizione italiana (intitolata Saint Seiya - Seiya il sacro guerriero - La leggenda del ragazzo del sole)  è stata curata da Dynamic Italia nel 2000 e presenta un cast totalmente differente assieme all'uso di nomi e termini originali ed un nuovo adattamento più fedele alla versione giapponese curato da Valerio Manenti. Il cast si compone di voci sia di piazza romana che milanese, cosa che ha portato ad effettuare il doppiaggio presso due strutture differenti: lo studio Logos per le parti doppiate a Milano e quelle di Roma presso la SEFIT-CDC, con la direzione del doppiaggio affidata rispettivamente a Manenti e Isabella Pasanisi.

### Edizioni home video
Come i due lungometraggi precedenti, il film è stato distribuito per la prima volta in VHS fra il 1993 ed il 1994. Tuttavia, La leggenda dei guerrieri scarlatti è stato l'ultimo film del franchising ad essere distribuito in Italia dalla Granata Press, a causa del fallimento di quest'ultima. Nel 1996 il film fu poi distribuito (insieme alle altre pellicole della saga) da Dynamic Italia, sempre col primo doppiaggio. Fra il 1999 ed il 2000 venne distribuita la seconda edizione italiana in videocassetta, la quale conteneva vari extra come la versione karaoke delle sigle originali.
Nel 2002 la Dynamic distribuì poi un'edizione DVD del film chiamata "Memorial Box". A novembre 2006 la Yamato Video ha rilevato i diritti dei primi quattro film, pubblicandoli per la prima volta in DVD con doppio audio italiano e originale giapponese .